# Прем'єр-міністр Республіки Китай
Не плутати з Китайською Народною Республікою (КНР), засн. 1949 року.
І також не плутати з Прем'єром Держради КНР.
Прем'єр-міністр Китайської Республіки (кит.: 行政院院長) — голова уряду (Виконавчого Юаня) Китайської Республіки (Тайвань). Призначається президентом республіки.

## Повноваження
Перший заступник голови і міністри у Виконавчому Юані призначаються президентом за рекомендацією прем'єр-міністра. Службові обов'язки прем'єр-міністра — організація адміністративної політики та доповіді в Законодавчому Юані, відповіді на запити законодавців. Закони і постанови оприлюднені Президентом Республіки також повинні бути підписані прем'єр-міністром.
У разі відсутності президента і віце-президента, прем'єр-міністр виступає як виконувач обов'язків Президента Республіки терміном до трьох місяців.

## Список

### Республіка Китай (від 1948)
| №  | Портрет | Прем'єр-міністр                  | Термін            | Термін            | Днів | Партія                          |
| -- | ------- | -------------------------------- | ----------------- | ----------------- | ---- | ------------------------------- |
| 1  |         | 翁文灝 Вен Веньхао (1889—1971)   | 24 травня 1948    | 26 листопада 1948 | 186  | Гоміндан                        |
| 2  |         | 孫科 Сунь Фо (1891—1973)         | 26 листопада 1948 | 12 травня 1949    | 106  | Гоміндан                        |
| 3  |         | 何應欽 Хе Їнцінь (1890—1987)     | 12 травня 1949    | 3 червня 1949     | 83   | Гоміндан                        |
| 4  |         | 閻錫山 Янь Сішань (1883—1960)    | 3 червня 1949     | 7 травня 1950     | 277  | Гоміндан                        |
| 5  |         | 陳誠 Чень Чен (1897—1965)        | 7 травня 1950     | 7 червня 1954     | 1553 | Гоміндан                        |
| 6  |         | 俞鴻鈞 Юй Хунцзюнь (1897—1960)   | 7 червня 1954     | 30 червня 1958    | 1484 | Гоміндан                        |
| 7  |         | 陳誠 Чень Чен (1897—1965)        | 30 червня 1958    | 1 липня 1963      | 1827 | Гоміндан                        |
| —  |         | 王雲五 Ван Юньу (1888—1979)      | 1 липня 1963      | 16 вересня 1963   | 77   | Безпартійний                    |
| 8  |         | 陳誠 Чень Чен (1897—1965)        | 16 вересня 1963   | 15 грудня 1963    | 90   | Гоміндан                        |
| 9  |         | 嚴家淦 Янь Цзягань (1905—1993)   | 15 грудня 1963    | 29 травня 1972    | 3088 | Гоміндан                        |
| 10 |         | 蔣經國 Цзян Цзін-го (1910—1988)  | 29 травня 1972    | 19 травня 1978    | 2181 | Гоміндан                        |
| —  |         | 徐慶鐘 Сюй Цінчжун (1907—1996)   | 19 травня 1978    | 1 червня 1978     | 13   | Гоміндан                        |
| 11 |         | 孫運璿 Сунь Юньсюань (1913—2006) | 1 червня 1978     | 20 травня 1984    | 2180 | Гоміндан                        |
| 12 |         | 俞國華 Юй Гохуа (1914—2000)      | 20 травня 1984    | 21 травня 1989    | 1827 | Гоміндан                        |
| 13 |         | 李煥 Лі Хуань (1917—2010)        | 21 травня 1989    | 1 червня 1990     | 376  | Гоміндан                        |
| 14 |         | 郝柏村 Хао Боцунь (1919–2020)    | 1 червня 1990     | 10 лютого 1993    | 985  | Гоміндан                        |
| 15 |         | 連戰 Лянь Чжань (1936–)          | 10 лютого 1993    | 1 вересня 1997    | 1664 | Гоміндан                        |
| 16 |         | 蕭萬長 Сяо Ваньчан (1939–)       | 1 вересня 1997    | 20 травня 2000    | 992  | Гоміндан                        |
| 17 |         | 唐飛 Тан Фей (1932–)             | 20 травня 2000    | 6 жовтня 2000     | 139  | Гоміндан                        |
| 18 |         | 張俊雄 Чжан Цзюньсюн (1938–)     | 6 жовтня 2000     | 1 лютого 2002     | 483  | Демократична прогресивна партія |
| 19 |         | 游錫堃 Ю Сікунь (1948–)          | 1 лютого 2002     | 1 лютого 2005     | 1096 | Демократична прогресивна партія |
| 20 |         | 謝長廷 Сє Чантін (1946–)         | 1 лютого 2005     | 25 січня 2006     | 358  | Демократична прогресивна партія |
| 21 |         | 蘇貞昌 Су Чженьчан (1947–)       | 25 січня 2006     | 21 травня 2007    | 481  | Демократична прогресивна партія |
| 22 |         | 張俊雄 Чжан Цзюньсюн (1938–)     | 21 травня 2007    | 20 травня 2008    | 365  | Демократична прогресивна партія |
| 23 |         | 劉兆玄 Лю Чжаосюань (1943–)      | 20 травня 2008    | 10 вересня 2009   | 478  | Гоміндан                        |
| 24 |         | 吳敦義 У Дуньї (1948–)           | 10 вересня 2009   | 6 лютого 2012     | 879  | Гоміндан                        |
| 25 |         | 陳冲 Чень Чун (1949–)            | 6 лютого 2012     | 18 лютого 2013    | 378  | Гоміндан                        |
| 26 |         | 江宜樺 Цзян Їхуа (1960–)         | 18 лютого 2013    | 8 Грудня 2014     | 658  | Гоміндан                        |
| 27 |         | 毛治國 Мао Чжіго (1948–)         | 8 Грудня 2014     | 1 лютого 2016     | 420  | Гоміндан                        |
| 28 |         | 張善政 Чжан Шаньчжен (1954–)     | 1 лютого 2016     | 20 травня 2016    | 109  | -                               |
| 29 |         | 林全 Лінь Цюань (1951–)          | 20 травня 2016    | 8 вересня 2017    | 476  | -                               |
| 30 |         | 賴清德 Лай Цінде (1959–)         | 8 вересня 2017    | 14 січня 2019     | 493  | Демократична прогресивна партія |
| 31 |         | 蘇貞昌 Су Чженьчан (1959–)       | 14 січня 2019     | 31 січня 2023     | 1478 | Демократична прогресивна партія |
| 32 |         | 陳建仁 Чень Цзяньжень (1951–)    | 31 січня 2023     | 20 травня 2024    | 475  | Демократична прогресивна партія |
| 32 |         | 卓榮泰 Чжо Жунтай (1958–)        | 20 травня 2024    |                   |      | Демократична прогресивна партія |